# Morlanne
Morlanne – miejscowość i gmina we Francji, w regionie Nowa Akwitania, w departamencie Pireneje Atlantyckie.
Według danych na rok 1990 gminę zamieszkiwało 389 osób, a gęstość zaludnienia wynosiła 30 osób/km² (wśród 2290 gmin Akwitanii Morlanne plasuje się na 801. miejscu pod względem liczby ludności, natomiast pod względem powierzchni na miejscu 880.).